# HMS J2
HMS J2 – brytyjski okręt podwodny typu J. Zbudowany w latach 1914–1916 w stoczni HM Dockyard w Portsmouth. Okręt został wodowany 17 maja 1916 roku i rozpoczął służbę w Royal Navy 31 sierpnia 1916 roku. 
W 1916 roku okręt dowodzony przez Cdr Charlesa S. Benninga został przydzielony do Jedenastej Flotylli Okrętów Podwodnych (11th Submarine Flotilla) stacjonującej w Portsmouth. Jego zadaniem, podobnie jak pozostałych okrętów typu J, było patrolowanie Morza Północnego w poszukiwaniu i zwalczaniu niemieckich U-Bootów. 
7 lipca 1917 roku na Morzu Północnym pomiędzy Orkadami a wybrzeżem Norwegii J2 storpedował i zatopił niemiecki okręt podwodny SM U-99, którego cała załoga poniosła śmierć.
25 marca 1919 roku w Portsmouth wraz z pięcioma innymi okrętami tego typu został przekazany Royal Australian Navy, dowódcą został Lt Claud B. Barry. 9 kwietnia okręty te wraz ze statkiem-bazą HMAS „Platypus” oraz eskortującym krążownikiem lekkim HMAS „Sydney” rozpoczęły podróż do Australii. Poprzez Gibraltar, Maltę 30 kwietnia 1919 roku konwój dotarł do Port Said. 7 maja osiągnięto Kolombo, a 27 czerwca – Sydney. W czasie podróży okręt uległ kilku awariom i po dotarciu do Australii został wyremontowany w Garden Island Dockyard, razem z HMS J5. W maju 1920 roku oba okręty dotarły do bazy w Geelong. 12 lipca 1922 roku wszystkie okręty typu J zostały przeniesione do rezerwy.
26 lutego 1924 roku jednostka została sprzedana firmie Melbourne Salvage Syndicate, a 1 czerwca 1926 roku kadłub okrętu został zatopiony w pobliżu Port Phillip.